# Hamza Rafia
Hamza Rafia (Kalaat Senam, Túnez, 2 de abril de 1999) es un futbolista profesional tunecino que juega de centrocampista en la U. S. Lecce de la Serie A.

## Trayectoria
Comenzó su carrera deportiva en el Olympique de Lyon II, equipo en el que jugó entre 2016 y 2019, cuando fichó por la Juventus de Turín, que también lo fichó para su segundo equipo. Con el filial italiano debutó el 26 de agosto de 2019, en un partido de la Serie C frente al Novara Calcio.
El 13 de enero de 2021 debutó con el primer equipo en el encuentro de octavos de final de la Copa Italia ante el Genoa C. F. C. y marcó en la prórroga el gol del triunfo. Unos meses después fue cedido al Standard de Lieja, inicialmente para la temporada 2021-22, pero la cesión se canceló para completar la campaña en la U. S. Cremonese.
Dejó definitivamente el club turinés en enero de 2023 después de fichar por el Delfino Pescara 1936. Estuvo media temporada, ya que en julio se marchó a la U. S. Lecce.

## Selección nacional
Rafia fue internacional sub-17 y sub-18 con la selección de fútbol de Francia, pero para la absoluta se decidió por la selección de fútbol de Túnez, con la que debutó el 6 de septiembre de 2019, en un amistoso frente a la selección de fútbol de Mauritania.

## Estadísticas

### Clubes
Actualizado al último partido disputado el 8 de noviembre de 2024.
| Club                          | Div.          | Temporada     | Liga  | Liga  | Copas nacionales | Copas nacionales | Copas internacionales | Copas internacionales | Total | Total |
| Club                          | Div.          | Temporada     | Part. | Goles | Part.            | Goles            | Part.                 | Goles                 | Part. | Goles |
| ----------------------------- | ------------- | ------------- | ----- | ----- | ---------------- | ---------------- | --------------------- | --------------------- | ----- | ----- |
| Olympique de Lyon II Francia  | 4.ª           | 2015-16       | 2     | 0     | ―                | ―                | ―                     | ―                     | 2     | 0     |
| Olympique de Lyon II Francia  | 4.ª           | 2016-17       | 0     | 0     | ―                | ―                | ―                     | ―                     | 0     | 0     |
| Olympique de Lyon II Francia  | 4.ª           | 2017-18       | 6     | 0     | ―                | ―                | ―                     | ―                     | 6     | 0     |
| Olympique de Lyon II Francia  | 4.ª           | 2018-19       | 18    | 5     | ―                | ―                | ―                     | ―                     | 18    | 5     |
| Olympique de Lyon II Francia  | Total club    | Total club    | 26    | 5     | 0                | 0                | 0                     | 0                     | 26    | 5     |
| Juventus Next Gen · Italia    | 3.ª           | 2019-20       | 21    | 0     | 3                | 2                | ―                     | ―                     | 24    | 2     |
| Juventus Next Gen · Italia    | 3.ª           | 2020-21       | 22    | 2     | 0                | 0                | ―                     | ―                     | 22    | 2     |
| Juventus de Turín · Italia    | 1.ª           | 2020-21       | 0     | 0     | 1                | 1                | 0                     | 0                     | 1     | 1     |
| Juventus de Turín · Italia    | Total club    | Total club    | 0     | 0     | 1                | 1                | 0                     | 0                     | 1     | 1     |
| Standard de Lieja · Bélgica   | 1.ª           | 2021-22       | 9     | 0     | 2                | 0                | ―                     | ―                     | 11    | 0     |
| Standard de Lieja · Bélgica   | Total club    | Total club    | 9     | 0     | 2                | 0                | 0                     | 0                     | 11    | 0     |
| U. S. Cremonese · Italia      | 2.ª           | 2021-22       | 12    | 0     | ―                | ―                | ―                     | ―                     | 12    | 0     |
| U. S. Cremonese · Italia      | Total club    | Total club    | 12    | 0     | 0                | 0                | 0                     | 0                     | 12    | 0     |
| Juventus Next Gen · Italia    | 3.ª           | 2021-22       | 0     | 0     | 1                | 0                | ―                     | ―                     | 1     | 0     |
| Juventus Next Gen · Italia    | 3.ª           | 2022-23       | 14    | 2     | 0                | 0                | ―                     | ―                     | 14    | 2     |
| Juventus Next Gen · Italia    | Total club    | Total club    | 57    | 4     | 4                | 2                | 0                     | 0                     | 61    | 6     |
| Delfino Pescara 1936 · Italia | 3.ª           | 2022-23       | 18    | 1     | —                | —                | —                     | —                     | 18    | 1     |
| Delfino Pescara 1936 · Italia | Total club    | Total club    | 18    | 1     | 0                | 0                | 0                     | 0                     | 18    | 1     |
| U. S. Lecce · Italia          | 1.ª           | 2023-24       | 28    | 1     | 1                | 0                | —                     | —                     | 29    | 1     |
| U. S. Lecce · Italia          | 1.ª           | 2024-25       | 10    | 0     | 2                | 0                | —                     | —                     | 12    | 0     |
| U. S. Lecce · Italia          | Total club    | Total club    | 38    | 1     | 3                | 0                | 0                     | 0                     | 41    | 1     |
| Total carrera                 | Total carrera | Total carrera | 160   | 11    | 10               | 3                | 0                     | 0                     | 170   | 14    |